# Epicypta duanasi
Epicypta duanasi är en tvåvingeart som beskrevs av Lane 1951. Epicypta duanasi ingår i släktet Epicypta och familjen svampmyggor. Inga underarter finns listade i Catalogue of Life.